# Леся Храплива-Щур
Ле́ся Храпли́ва (27 травня 1927, Львів) — українська письменниця, пластова діячка і освітянка на еміграції: співробітниця дитячих та жіночих журналів у США й Канаді, у роках 1953—70 редакторка пластового журналу «Готуйсь». Членкиня Об'єднання українських письменників «Слово».

## Життєпис
Народилася у Львові, де відвідувала початкову школу й гімназію. 1944 року 18-річною разом із батьками емігрувала на Захід, проживає досі у Канаді.
Рід Храпливих із Тернопільщини: дід Василь Храпливий був управителем школи у селі Лисівці Заліщицького повіту; баба Стефанія — зі старого шляхетсько-священицького роду Ганкевичів. У сім'ї були 4 сини: Іван — найстарший; Роман — загинув у визвольних змаганнях як старшина галицької армії; Євген — батько Лесі і Зіновій — наймолодший — професор математики і фізики. Василь Храпливий помер, коли меншому синові було 4 роки, а мати Стефанія вивела їх усіх у люди.
Батько письменниці Євген Храпливий був громадським діячем, дослідником сільського господарства, багато років присвятив праці в крайовому товаристві «Сільський господар» у Львові. Її стрийко, професор Іван Храпливий (нар. 1892) студіював класичні мови: грецьку та латинську в університетах Відня та Чернівців — і все життя викладав їх як предмети в Коломийській гімназії.

## Творчість
Як українська письменниця Леся Храплива — тонка лірик, майстриня художнього слова. Її таланти зростали на ґрунті народному з любов'ю до українського народу: у неї свої теми й улюблені образи, свої засоби відображення дійсності. Патріотичне почуття проймає всю творчість поетеси і набуває дієвого характеру. Покинувши Україну, Леся Храплива зрозуміла, що проливати сльози над недолею рідного краю — марна витрата часу та сил.
Поезія Храпливої звучить як голос нічим і ніким нескореного рідного краю, як голос народу, який прагне духовного і соціального відродження. Її поезія — яскравий приклад тези про єдність форми та змісту: форма — проста і витончена, а зміст прозорий, глибокий, незавуальований і не блукаючий: поетеса пише про те, що думає, і що її болить — зовсім природні речі, та, на жаль, тільки для світу, який зазвичай зветься вільним. Письменниця прекрасно розуміє, що марно затискати думку у підтекст з надією, що знайдеться кмітливий читач, котрий наважиться відчитати її між рядками.
Перша збірка Храпливої, яка вийшла друком в Україні, — «Далеким і близьким». Леся Храплива завжди була і залишається українською письменницею, що підтверджують рядки, в яких вона пише про рідні озера та ріки Західної України, Карпати. Чарівність і багатство української природи часто виступає контрастом до злиденного людського існування: вони ще більше відтінюють недолю трудящих. Патріотизм Лесі Храпливої має класовий характер — та проявляється в любові і відданості трудівникам, борцям за незалежність України.
Понад 30 років її опікуном, дорадником і сподвижником задумів був чоловік Орест Щур зі Львова.

## Книжки Лесі Храпливої
- «Іскри» — вірші, Клівленд США, 1955.
- «Далеким і близьким» — вірші для дорослих, Чикаго 1972, перевидано в Україні.
- «На ввесь Божий рік» (1964) — декляматор для дітей, перевидано в Україні.
- «Ластівочка» — казка на історичні мотиви, Клівленд, 1956.
- «Ростикова казка» (1962) — ілюстрована книжка для найменших.
- «Забавки Мартусі [Архівовано 8 лютого 2015 у Wayback Machine.]» — ілюстрована книжка для найменших, Мюнхен 1960, перевидана в Канаді.
- «Писанка українським дітям» — великодні вірші й казки, США, перевидані в Україні.
- «Козак Невмирака» (1961) — фантастична казка, США, перевидано в Україні.
- «Вітер з України» (1959) — казки й оповідання, Мюнхен, перевидано в Канаді.
- «Вітер з України 2» — казки й оповідання, Нью-Йорк
- «Чародійне авто» — фантастична мандрівка через історію України, ЗСА, перевидано в Україні.
- «Найбільший дарунок» — свято-Миколаївська сценка, Мюнхен.
- «Антипкові пригоди» (1965) — свято-Миколаївська сценка, Нью-Йорк.
- «Ярмарок Мишки-Гризикнижки [Архівовано 20 квітня 2021 у Wayback Machine.]» (1966) — матеріали до «свята книжки», Торонто, Нью-Йорк. 36 с.
- «Отаман Воля» (1959) — повість для молоді, Мюнхен, перевидано в Україні.
- «У темряві» — нариси з життя воїнів УПА, Чикаго 1956.
- «Митрополит Андрей Шептицький» — віршована біографія.
- «Українські народні звичаї у сучасному побуті» — популярний виклад, Канада, перевидано в Україні.

## Електронні джерела
- Твори Лесі Храпливої на сайті «Весела Абетка» [Архівовано 22 травня 2012 у Wayback Machine.]
- Твори Лесі Храпливої на сайті електронної бібліотеки diasporiana.org.ua